# Vattubrinken
Vattubrinken is een plaats in de gemeente Södertälje in het landschap Södermanland en de provincie Stockholms län in Zweden. De plaats heeft 313 inwoners (2005) en een oppervlakte van 70 hectare.